# 上海音乐学院
上海音乐学院（简称上海音院或上音，音乐界称上海院），前身为建于1927年11月的国立音乐院，是中国最早建立的高等音乐院校，位於中華人民共和國上海市徐汇区汾阳路20号。现任院长为歌唱家廖昌永。

## 历史

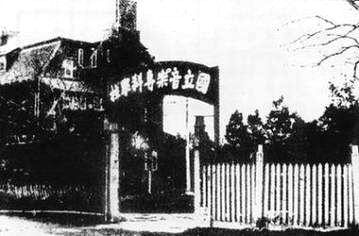
国立音乐专科学校（上海毕勋路19号）

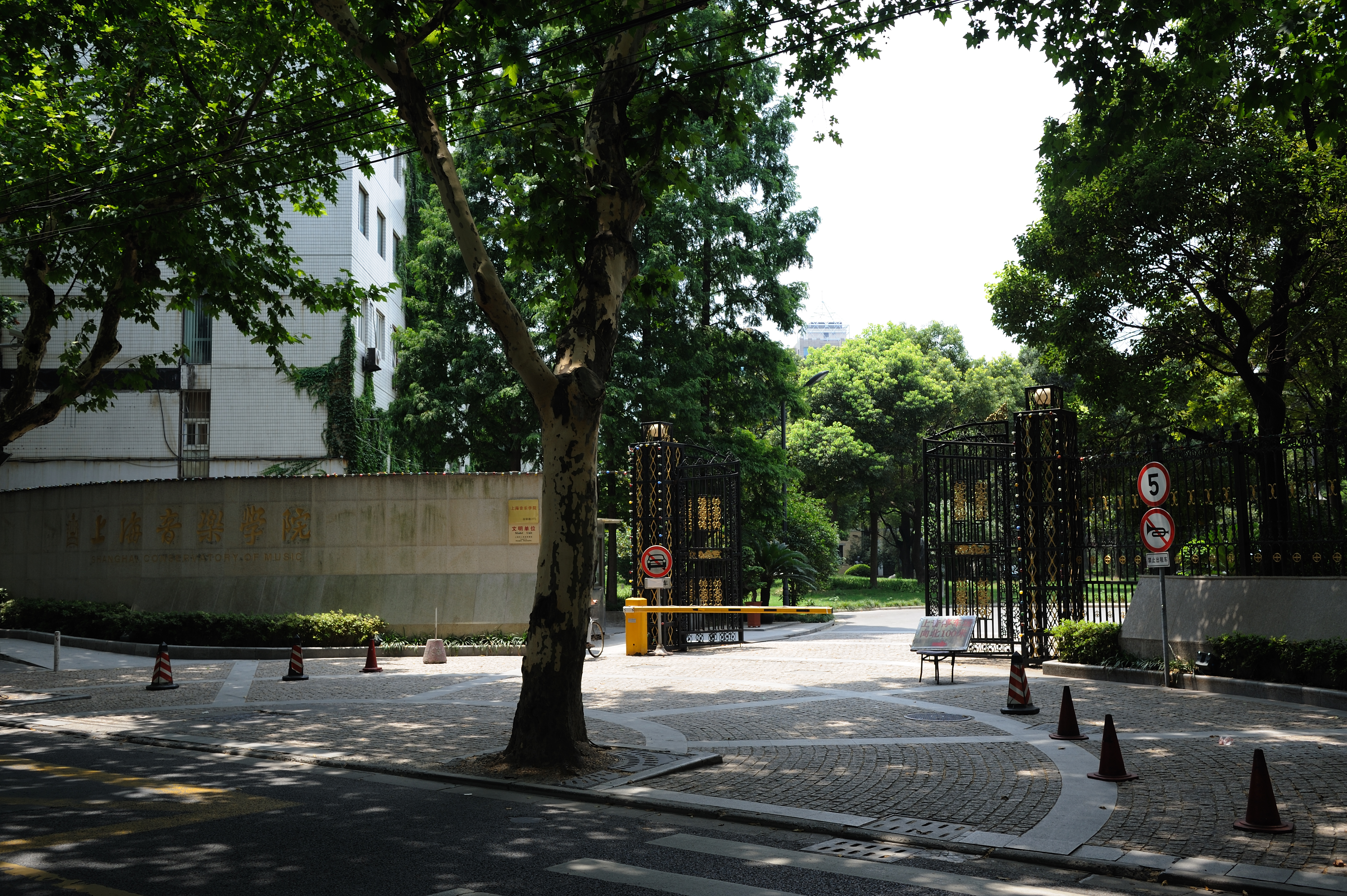
上海音乐学院大门

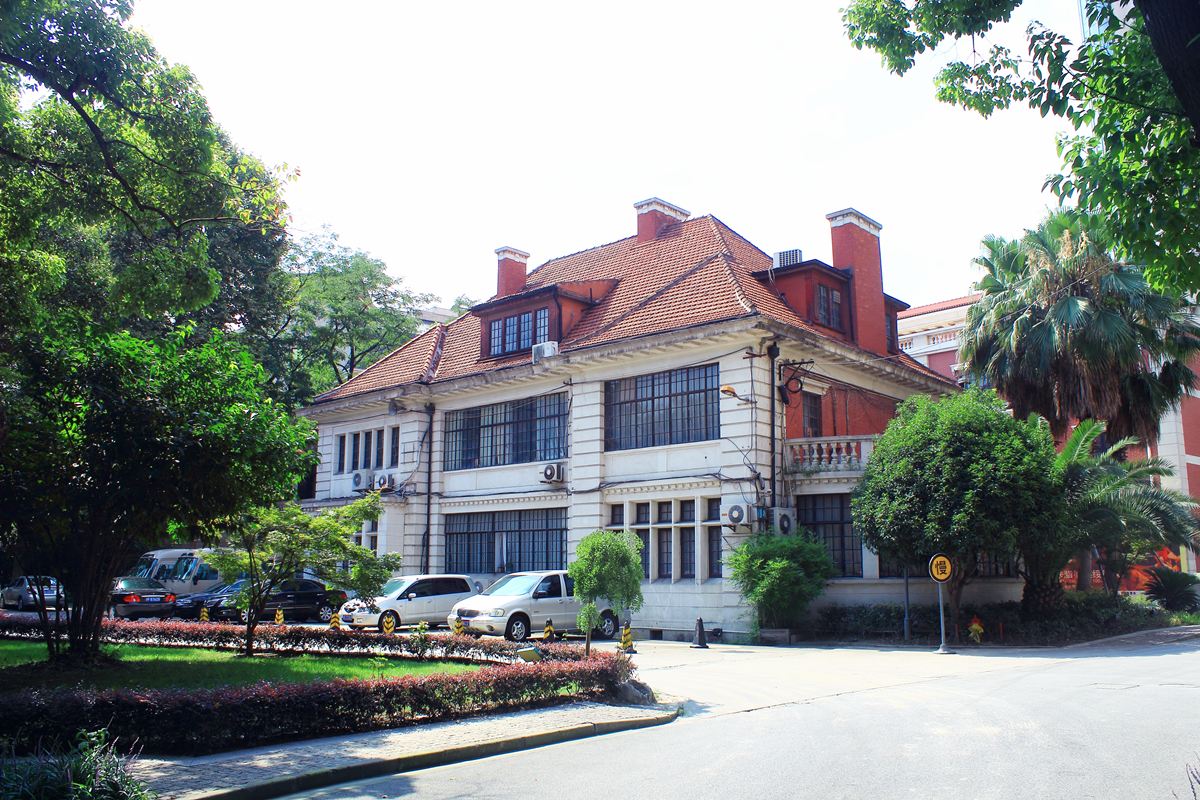
上海音乐学院礼堂与办公楼（原上海犹太俱乐部）

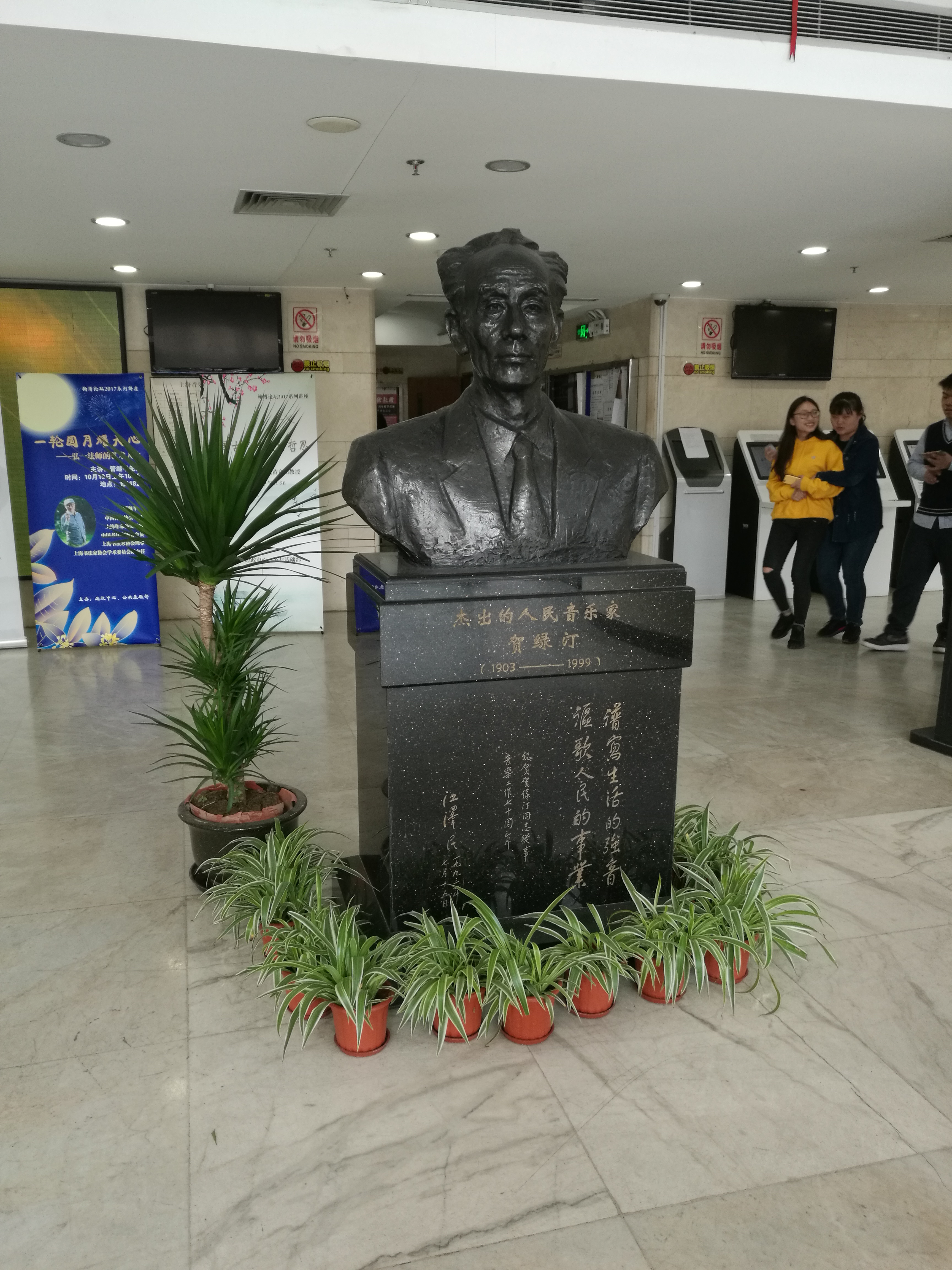
位于上海音乐学院内的贺绿汀雕像

上海音乐学院的前身是由蔡元培和萧友梅于1927年11月27日在上海陶爾斐斯路创建的国立音乐院。1929年9月改名国立音乐专科学校，1935年搬遷至楊浦；1941年改名国立上海音乐院；1945年改名国立上海音乐专科学校；1950年改名中央音乐学院上海分院；1952年改名中央音乐学院华东分院；1956年改為現名上海音乐学院，並且搬遷至市中心。

### 成立
萧友梅在1920年就曾向北洋政府建议建立专门研究音乐的高等学府，但没有被政府采纳。1927年末，在蔡元培的支持下，蕭友梅籌建了國立音樂院，任教务主任，校长则为蔡元培。音樂院改組为國立音樂專科學校后，萧友梅正式擔任校長。他最初的办学计划是每年招生50人、经费每月3000，以后逐年增加。此计划虽得政府批准，但他还需要的6万元开办费、校舍建筑费只得到空头支票。他只好租用陶尔斐斯路56号办学，后来屡次因无法按时交纳房租而迁移校址。中华民国政府的开办费始终没有发下来，每月费用前后还拖欠了92500元。他曾在社会上募捐，得到10950元。
1929年夏学校发生学潮。当时学校在暑假加收住宿、水电、练琴费等共计八元。而此时南京政府的《专科学校组织法》使得國立音樂院降格为音乐专科学校，师生之中有不满情绪，因此前往南京请愿。参加者包括洪潘、蒋风之、陈振铎、冼星海等，其中洪潘甚至要求开除萧友梅。这导致学校锁琴房、断水电，闹事的学生（包括冼星海和陈振铎）和老师停发录取、录用通知书。这最终使得中华民国教育部于1929年7月25日下令国立音乐院临时停办并成立改组委员会。萧友梅也因此在当月辞职，不过又在8月19日得到复聘。

### 1949年之后
文革中大批优秀音乐高级知识分子受到批判，学院基本处于瘫痪状态，是上海地区“伤亡”最惨重的高等院校之一。1978年以后校務逐步恢复正常；1980年代随着改革开放的深入，一批高级知识分子纷纷出国，同时一部分老教师退休，出现了人才断档的危机。1997年70周年校庆之际提出建设国际一流音乐学院的目标，之后10年间学院重点在于恢复并且提高整体教师队伍，引进了一批优秀音乐家和理论家。
2005年上海市投入巨资对上海音乐学院进行改建，并将其列入2006年市府10大工程之一。2007年主体结构改建完工，迎接80周年校庆。2019年9月15日，上海音乐学院东北角的上音歌剧院建成启用。

## 学科建设
上海音乐学院是中国最早设立博士点的音乐学院；2002年陆续创办艺术管理和音乐科学与技术专业，招收达到重点本科线以上的应届毕业生；并且开始兴办普及音乐教学院校，尝试文化教育与艺术教育并重的全新的教育模式。
2004年首批获准设立博士后流动站；2004年教育部本科教学工作水平评估“优秀”。

## 院系设置
- 作曲指挥系
- 音乐学系
- 民族音乐系
- 钢琴系
- 声乐系
- 管弦系
- 音乐教育系
- 音乐戏剧系
- 艺术管理系
- 音乐工程系
- 现代器乐与打击乐系

## 学术成就
上海音乐学院在音乐理论、作曲（钢琴曲《牧童短笛》、小提琴协奏曲《梁祝》和交响曲《长征》均出自该校师生之手）、美声等专业具有广泛的影响力。
根据2024年QS世界大学排名学科排名，上海音乐学院在音乐学科排名世界第10，在表演艺术学科排名世界第30，均为榜单中排名最高的中国大陆高校。

## 历任院长
- 1927年至1928年：蔡元培[9]
- 1928年至1940年：蕭友梅[9]
- 1940年至1945年：李惟寧[9]
- 1945年至1949年：戴粹倫[9]
- 1949年至1984年：贺绿汀[9]
- 1984年至1986年：桑桐（代理）[9]
- 1986年至1991年：桑桐[9][10]
- 1991年至2000年：江明惇[9]
- 2000年至2009年：杨立青[9]
- 2009年至2014年：许舒亚[9]
- 2015年至2018年：林在勇[9]
- 2019年至今：廖昌永[11]

## 著名教授
- 周淑安
- 應尚能
- 富華（原為工部局樂隊首席小提琴）
- 鮑里斯·查哈洛夫（Борис Захаров，1888年－1943年）：畢業於聖彼得堡音樂學院，後成為上海白俄，葬于上海薩坡赛路（今淡水路）俄僑公墓。學生有李翠真、李獻敏、丁善德、江定仙、巫一丹、范繼森、吳樂懿等。
- 舍夫佐夫（大提琴科主任/上海白俄）
- 苏石林（苏联籍声乐科教授）

## 校友
- 贺绿汀
- 周小燕
- 斯義桂
- 施鴻鄂
- 廖昌永
- 常石磊
- 钱仁康
- 钱苑
- 邱曙苇
- 汤沐海
- 何训田
- 瞿小松
- 余隆
- 杨立青
- 杨召南
- 萧友梅
- 丁善德
- 王西麟
- 陈佳峰
- 唐韵
- 黄蒙拉
- 黄英
- 劉芳
- 沈洋
- 孙颖迪
- 王健
- 周懿
- 陳培勳
- 周云瑞
- 閻惠昌
- 余笛
- 扎西頓珠
- 熊梓淇 ( SpeXial 成員 )
- 陈学冬
- 彭心晨
- 陳浩德
- 蔡程昱
- 方書劍
- 龔子棋
- 徐均朔
- 戴宸
- 王敏輝
- 周可人
- 周繼琛
- 周洁琼 ( I.O.I 和 RPRISTIN 成员 )
- 赵磊 ( X玖少年团 和 R1SE 成员 )
- 胡梦周（CORSAK）
- 顧易
- 劉赤城
- 成公亮
- 林友仁
- 龔一
- 項斯華
- 王昌元
- 陈致逸（曾任米哈游所属音乐工作室HOYO-MIX全职音乐制作人和《原神》音乐制作总监）